# Contexto lingüístico
El contexto lingüístico se refiere a todos los factores que afectan a la interpretación, adecuación e incluso significado de los enunciados lingüísticos. El contexto lingüístico es una parte importante del estudio de la pragmática, la cual analiza el modo en cómo afectan al significado de un mensaje los diferentes tipos de contexto.
Es un hecho elemental y bien conocido que el significado de un mensaje depende no solo de su estructura gramatical, sintáctica o léxica, sino también y en alto grado del contexto: lugar del acto de habla, relación entre los hablantes, tipo de sociedad, conocimiento previo compartido por los hablantes, etc. El contexto lingüístico es el entorno lingüístico que acompaña a una palabra, expresión o enunciado, y del cual depende en muchas ocasiones el sentido (ver sentido lingüístico) de los mensajes.

## Contexto estrictamente lingüístico
El contexto estrictamente lingüístico es el entorno lingüístico que rodea a una palabra: 
- Cuando el contexto lingüístico es una palabra inmediata se conoce como microtexto.
- Si el sentido de un texto no es inmediato, se conoce como macrotexto, es el contexto lejano. En estilística a veces se emplea el término macrotexto para hacer referencia al conocimiento que posee un hablante que le permite enfrentarse a la lectura de una obra literaria.

Ramanovsky es uno de los principales teóricos contemporáneos de la pragmática. Su teoría se fundamenta en el análisis reiterativo de los actos del habla, como funciones sociales y culturales. Su obra principal es "estudio intercomunicativo de la acción lingüística" (Barcelona, Paidos, 2000). Su obra se alinea con la de pensadores como Austin y Searle. Ha sostenido polémicas con Van Dijk y Chomsky.

## Contexto extralingüístico
El contexto extralingüístico se conoce por el lugar, la audiencia o conjunto de interlocutores potenciales, el tipo de registro y el momento en que se produce el acto lingüístico. A continuación los contextos de la materia:
- Contexto histórico: las circunstancias históricas que rodean el texto, la época puede ser histórica o pretérita (en el caso de una historia de fantasía).
- Contexto cultural: los hábitos, las costumbres, las normas sociales, el sistema político-económico, las creencias, etc., ayudan a comprender el texto.
- Contexto social: en este sentido algunas corrientes dentro del estudio de la pragmática consideran que el contexto pragmático se reduce casi exclusivamente a los interlocutores. Como ser el conocimiento mutuo, lo que uno piensa del otro y lo que uno cree que el otro sabe. El sentido dependerá de esto. Es importante sobre todo en textos orales. Por eso no nos extraña que muchas ideas sobre la pragmática nos hayan llegado de la filosofía y la psicología.

## Contexto comunicativo
El contexto lingüístico viene caracterizado por un conjunto de conocimientos y creencias compartidos por los interlocutores de un intercambio verbal y que son oportunos para producir e interpretar sus enunciados. Véase contexto extralingüístico.
Este contexto comunicativo que organiza y da sentido al mensaje discursivo se puede describir a partir de los géneros comunicativos. Estos géneros comunicativos están estructurados a partir de unas reglas y normas implícitas instauradas por la sociedad que proporcionan diferentes marcos de interacción social. Por ejemplo, el género comunicativo de la escuela. Este contexto está definido por los elementos y prácticas culturales escolares, a través de las cuales los alumnos se apropian de los conocimientos del profesor.
Así, la lengua no es uniforme ni homogénea sino que presenta variaciones según diversos factores: geografía, historia, grupo social, la situación de la comunicación, etc.
Es importante tener conocimiento sobre todas estas condiciones de textualidad para saber adecuarnos y adaptarnos a cada situación de comunicación. Además, tener conocimientos sobre la diversidad lingüística y los diferentes registros nos ayuda a seleccionar el lenguaje apropiado en cada comunicación. Existen tres tipos de contextos:
- Contexto lingüístico: formado por el material lingüístico que precede y sigue a un enunciado, se le llama contexto. Éste es de gran importancia para inferir palabras o enunciados que no conocemos. Por lo tanto, el contexto puede determinar su significado o una correcta interpretación.
- Contexto situacional: conjunto de datos accesibles a los participantes de una conversación, que se encuentre en el entorno físico inmediato.
- Contexto sociocultural: configuración de datos que proceden de condicionamientos sociales y culturales sobre el comportamiento verbal y su adecuación a diferentes circunstancias. El desarrollo del lenguaje se produce en la sociedad y por tanto está sometido a las normas de socialización. El lenguaje y la función cognitiva simbólica emergen en los procesos comunicativos de transmisión cultural.

Los parámetros extralingüísticos concretos condicionan de manera inmediata la actividad discursiva (Camps, 1994). Existen tres planos de análisis de esta actividad discursiva:
1. La situación de producción: Incluye los elementos del enunciador, del destinatario y el objetivo del discurso. Camps (1994) habla de contexto discursivo.
2. La situación de recepción: Es el espacio propio en que el discurso es procesado por el destinatario. Hay que tener en cuenta todos esos elementos propios del receptor con los que decide interpretar el mensaje. Camps, 1994 se refiere a esta situación como contexto de uso o situacional.
3. La situación de interacción: Zona de cooperación donde se produce esa comunicación social, en la que cada uno adopta cierto rol definido por el tipo de interacción en la que participa.

A diferencia del ámbito oral, al usar la lengua escrita, lector y escritor carecen de un contexto extralingüístico compartido. El autor y el lector de un texto comparten unos presupuestos sociales y culturales (unas normas de uso, pragmáticas) que le permiten actuar en función de las circunstancias contextuales. Estas reglas no son construcciones individuales que comienzan de nuevo con cada acto de producción o interpretación, sino que implican el conocimiento de las funciones sociales de la escritura y de los roles sociales que pueden tener los participantes de las actividades lingüísticas (Camps, 1994).